# No dejaré que no me quieras
No dejaré que no me quieras es una película española dirigida por José Luis Acosta y protagonizada por Pere Ponce, Alberto San Juan y Ana Risueño. Fue estrenada el 18 de abril de 2002.

## Sinopsis
Dos hombres, cada uno con graves problemas con su pareja, coinciden la Nochebuena en un restaurante chino. Allí pactan un plan: uno para vengarse de su amante y el otro para recuperar unos diamantes que están en poder de su exmujer.

## Reparto
- Pere Ponce como Javier
- Alberto San Juan como Enrique
- Ana Risueño como Elisa
- Viviana Saccone como Maria
- Martxelo Rubio como Valerio
- Melani Olivares como Marta
- Noelia Castaño como Elena
- Juanjo Pardo como Julio
- José Luis Pellicena como Ricardo Fratti
- Paco Obregón como Director banco
- Rosa Campillo como Vendedora inmobiliaria
- Aurora Carbonell como Lumi atractiva
- Ana Carmen como Novia Julio
- Jose Ignacio Salmerón como Policía1
- Rosa Rubio como Policía aeropuerto
- Luis Brandoni como Político
- Fabián Arenillas como Jefe policía
- Jorge Bosch como Julio
- Francis Díaz como Man at party
- Ernesto Rucker
- Osvaldo Santoro como Policía